# اثر بارنت
اثر بارنت (به انگلیسی: Barnett effect) به مغناطش یک مادهٔ فرومغناطیس در اثر تغییر در گشتاور مکانیکی آن گفته می‌شود.
این اثر اولین بار در سال ۱۹۱۵ توسط فیزیکدان آمریکایی ساموئل بارنت گزارش شد.
اثر بارنت یکی از سه اثر الکترومکانیکی است که توسط ماکسول پیش‌بینی شده‌بود. این مشاهده همچنین فرضیه آمپر را که خاصیت مغناطیسی از تغییر حرکت چرخشی مواد ناشی می‌شود را نیز تأیید کرد.